# Villa Louise Maria Koch
Die Villa für Louise Maria Koch steht im Stadtteil Niederlößnitz der sächsischen Stadt Radebeul, in der Borstraße 14.

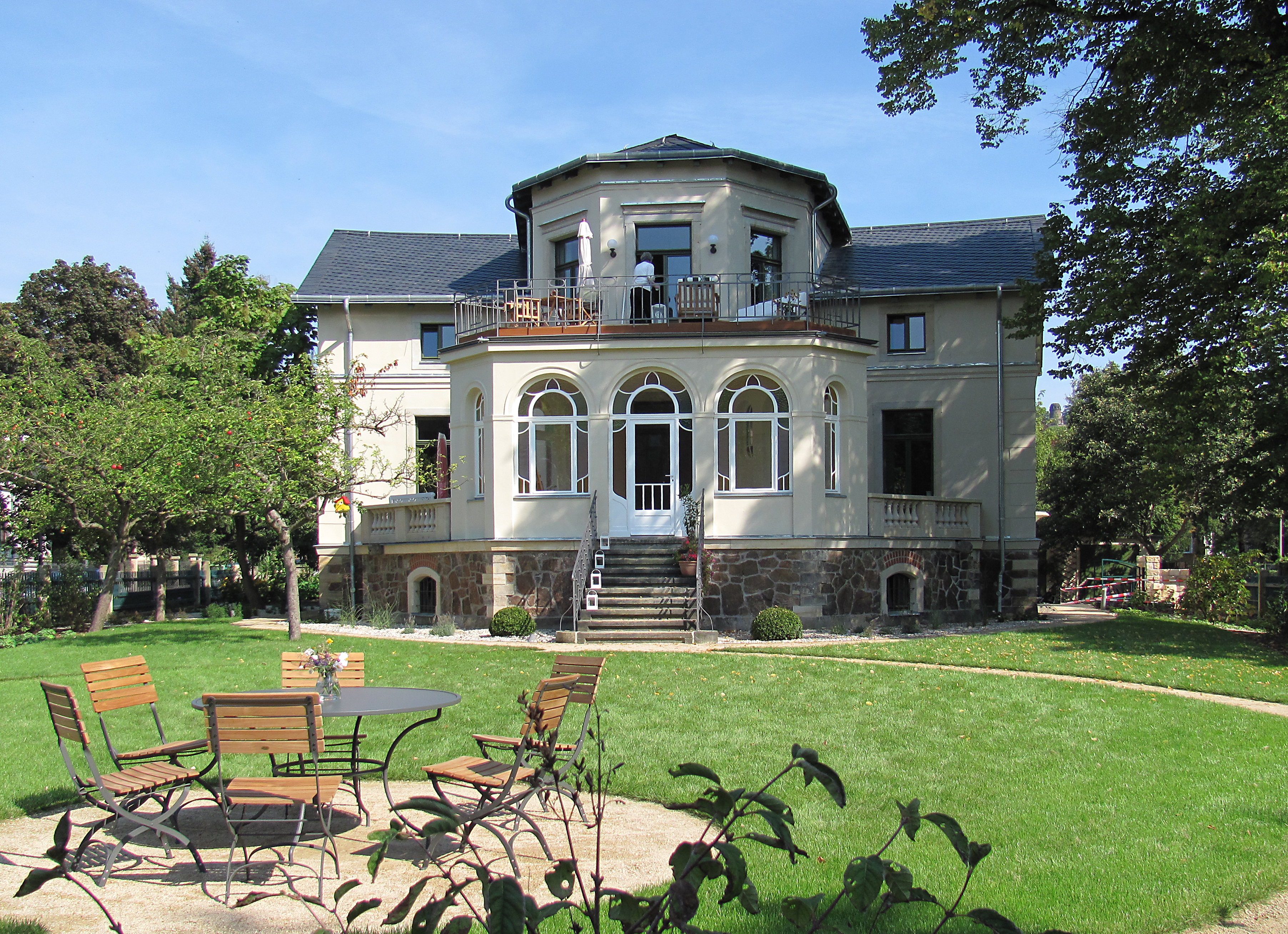
Villa Louise Maria Koch

## Beschreibung
Die mit ihrer Einfriedung denkmalgeschützte Villa steht auf einem spitz zulaufenden Grundstück an der Einmündung der Schweizerstraße in die Borstraße, das Gebäude quer zur Spitze ausgerichtet. Das eineinhalbgeschossige Wohnhaus steht auf einem Souterraingeschoss, das als Bruchsteinsockel ausgelegt ist. Das Erdgeschoss und das sich darüber befindliche, mezzaninartige Dachgeschoss mit einem etwas höheren Drempel unter dem flach geneigten Satteldach sind verputzt.
Auf der Südseite, zum Garten und zur Grundstücksspitze hin, steht mittig ein zweigeschossiger, polygonaler Vorbau mit einem abgewalmten Dach. Vor diesem steht ein eingeschossiger Altan mit einer Freitreppe zum Garten. Die Fenster und die Gartentür des Altans werden von farbigen Gläsern aus der Bauzeit in jugendstiliger Fassung umrahmt. Rechts und links des Altans befinden sich auf Höhe des Erdgeschosses vorgelagerte Terrassen, die durch sandsteinerne Wasserspeier entwässert werden.
Auf den Gebäudeschmalseiten befindet sich mittig jeweils eine Figurennische mit einer Plattform. Die Fenster werden von Sandsteingewänden eingefasst. Die Fassaden werden durch Gesimse und Eckquadraturen gegliedert.

## Geschichte
Mit einem Entwurf des Dresdner Baumeisters August Seifert erfolgte der Bauantrag im August 1881, der jedoch erst im Juli 1883 genehmigt wurde. Die Baurevision erfolgte im Juni des Folgejahres 1884.
Der Ingenieur Gottfried zur Linden beantragte im August 1916, eine bestehende Veranda zu einem eingeschossigen Altan umzubauen. Planender und ausführender Architekt war Paul Ziller.
In den Jahren 2010/2011 erfolgte eine umfassende Sanierung des Hauses, welche zum Tag des offenen Denkmals 2011 der Öffentlichkeit präsentiert wurde.